# 站戶
站戶是元朝的戶籍。
元朝領域龐大，為了“通達邊情﹐布宣政令”，在全國建立了站赤系統，設有船站戶、馬站戶﹑牛站戶﹑狗站戶等，以因應水陸交通。其中以馬站戶最多。部分站户還要供應驛站的飲食，稱之為“首思”（汤汁）。但由於官吏巧立名目﹐假公濟私，奢侈至极，站赤系統使用過於繁複，造成大量的馬畜死亡。延祐元年（1314年）六月二十三日，甘肃省奏报死铺马199匹，許多人被迫逃亡。许有壬稱當時慘況：“盛冬裘无完，丰岁食不足。为民籍占驿，马骨犹我骨。”